# The Olympians
The Olympians (Olympierna) är en engelsk opera i tre akter med musik av Arthur Bliss och libretto av J. B. Priestley.

## Historia
Bliss och Priestley hade mötts första gången i slutet av 1920-talet. De bodde nära varandra i Hampstead och umgicks flitigt. I slutet av andra världskriget frågade Bliss om Priestley hade något uppslag till en opera. Priestley hade en idé om grekisk gudar som blev ett kringvandrande teatersällskap. Med dess stilfulla och eftertänksamma libretto var The Olympians en kortlivad succé. Operan hade premiär den 29 september 1949 på Covent Garden-operan i London under musikalisk ledning av Karl Rankl och i regi av Peter Brook.
Priestley påstod att premiärkvällen var otroligt dåligt repeterad. Dirigenten Rankl hade inte studerat partituret under sommaren. Regissören Brook och Rankl pratade inte med varandra annat än genom skrivna meddelanden. Repetitionstiden var för kort: den första akten var bra repeterad, den andra knappt godkänd och den tredje var som "charader". Baletten skulle dansas av the Royal Ballet men de var på turné, så baletten fick dansas av yngre balettelever.

## Personer
- Kyrkohedern (tenor)
- Madame Bardeau (mezzosopran)
- Jean (baryton)
- Joseph Lavatte (bas)
- Hector de Florac (tenor)
- Madeline (sopran)
- Alfred (tenor)
- Mercurius (dansör)
- Venus (mimare)
- Bacchus (tenor)
- Mars (bas)
- Diana (sopran)
- Jupiter (baryton)
- Bybor, gäster, tjänare (kör)

## Handling
Historien utspelas i södra Frankrike 1836. De grekiska gudarna har bytt skepnad till ett kringresande teatersällskap eftersom ingen tror på dem längre. Men en gång varje år, på midsommarnatten, återtar de sina rätta gestalter för några timmar.